# Lecania
Lecania A. Massal. (miseczniczka) – rodzaj grzybów z rodziny odnożycowatych (Ramalinaceae). Ze względu na współżycie z glonami zaliczany jest do grupy porostów.

## Systematyka i nazewnictwo
Pozycja w klasyfikacji według Index Fungorum: Ramalinaceae, Lecanorales, Lecanoromycetidae, Lecanoromycetes, Pezizomycotina, Ascomycota, Fungi.
Synonimy nazwy naukowej: Adermatis Clem., Aipospila Trevis., Bayrhofferia Trevis., Dimerospora Th. Fr., Dyslecanis Clem., Lecaniella Jatta, Lecaniomyces E.A. Thomas, Polyozosia A. Massal.
Nazwa polska według W. Fałtynowicza.

## Gatunki występujące w Polsce
- Lecania cyrtella (Ach.) Th. Fr. 1871 – miseczniczka drobna
- Lecania cyrtellina (Nyl.) Sandst. 1912 – miseczniczka mniejsza
- Lecania dubitans (Nyl.) A.L. Sm. 1918 – miseczniczka nerkowata
- Lecania erysibe (Ach.) Mudd 1861 – miseczniczka rdzawa
- Lecania fuscella (Schaer.) A. Massal. 1853 – miseczniczka drobna
- Lecania hellwigii (Stein) Lettau 1912[4]  – miseczniczka Hellwiga
- Lecania inundata (Hepp ex Körb.) M. Mayrhofer 1987 – miseczniczka wodna
- Lecania koerberiana J. Lahm 1859[4] – miseczniczka Körbera
- Lecania naegelii (Hepp) Diederich & Van den Boom 1994 – miseczniczka Naegela
- Lecania nylanderiana A. Massal. 1856 – miseczniczka Nylandera
- Lecania quercicola Eitner 1911[4] – miseczniczka dębowa
- Lecania rabenhorstii (Hepp) Arnold 1884 – miseczniczka Rabenhorsta
- Lecania sylvestris (Arnold) Arnold 1884  – miseczniczka zwodnicza
- Lecania turicensis (Hepp) Müll. Arg. 1862  – miseczniczka wapieniowa

Nazwy naukowe na podstawie Index Fungorum. Nazwy polskie według checklist W. Fałtynowicza.